# 636 a.C.

## Eventos
- 36a olimpíada; Frinon de Atenas, vencedor do estádio. Frinon morreu em combate singular na ilha de Coo,[1] lutando contra Pítaco.[2][3]